# Пейдль, Дьюла
Дью́ла Пейдль (венг. Peidl Gyula; 4 апреля 1873 — 22 января 1943, Будапешт) — венгерский профсоюзный деятель и политик-социалист. В последние дни существования Венгерской Советской Республики в 1919 году занимал должности премьер-министра и исполнял обязанности главы государства.
В течение 6 дней существования своего правительства пытался найти компромисс с наступавшими румынскими интервенционными войсками и венгерскими контрреволюционерами. По мере продвижения румынских войск к Будапешту он начал отменять непопулярные декреты и постановления предыдущего коммунистического правительства под началом социал-демократа Шандора Гарбаи: восстановил частную собственность, закрыл революционные трибуналы и распустил Красную гвардию.
6 августа 1919 года его правительство было смещено в результате военного переворота. Пейдль отправился в изгнание в Австрию, однако уже в 1921 году вернулся в Венгрию и возобновил политическую и профсоюзную деятельность. В 1922—1931 годах возглавлял социал-демократическую фракцию в венгерском парламенте.